# Joseph Alkire
Joseph Alkire (conegut com a Joe Alkire) fou un nedador americà del segle XX especialista en crawl. El 1959 va formar part de l'equip de relleus estatunidenc juntament a Elton Follett, Lance Larson i Jeff Farrell que va establir un nou record del món en 4x100m relleus el 21 de juliol de 1959 a Tòquio (Farrel encara va guanyar al cap d'un mes l'or en 100 metres lliures als Jocs Panamericans de Chicago) en 3 minuts, 44 segons i 4 dècimes. El record no fou superat fins al 10 d'agost de 1962 (3' 42,5"). El 1960 Akire va fer els 100 metres lliures en 55 segons i 1 dècima que fou aleshores la quarta millor marca mundial.